# Kvarkcsillag
A kvarkcsillag szabad kvarkokból álló, feltételezett, csillag tömegű égitest. Az elképzelések szerint kvarkcsillag akkor keletkezik, ha a neutroncsillag neutronjai akkora nyomásnak vannak kitéve, hogy annak nem tudnak ellenállni. Ilyenkor, gravitációs összeomlás után, a neutronok szétesnek kvarkokká. Az így létrejövő égitest tulajdonképpen egyetlenegy nagy hadron, csak nem az erős kölcsönhatás tartja össze, hanem a gravitáció. A sötét anyag egyes elképzelések szerint állhat (részben) kvarkcsillagokból, mivel nem, vagy csak nehezen észlelhetőek.